# Rubia schumanniana
Rubia schumanniana är en måreväxtart som beskrevs av Ernst Georg Pritzel. Rubia schumanniana ingår i släktet krappar, och familjen måreväxter. Inga underarter finns listade i Catalogue of Life.